# Afanassi Chestakov
Pour les articles homonymes, voir Chestakov.
Afanassi Fedotovitch Chestakov (en russe : Афанасий Федотович Шестаков), né en 1677 en Iakoutie et mort le 14 mars 1730 sur les rives de la rivière Egatsche près du golfe de la Penjina dans l'Extrême-Orient russe, est un cosaque et explorateur russo-iakoute.
Il dirige une expédition de 1727 à 1730 pour soumettre les Tchouktches et conquérir de nouveaux territoires dans le nord-est de la Sibérie et est tué par les Tchouktches lors de la bataille de l'Egatsche.

## Biographie
Chestakov est issu d'une famille cosaque. Il commence sa carrière militaire comme simple soldat et est promu major en 1725. Il établit une carte du nord-est de la Sibérie et des îles Kouriles en 1724. Avec cette carte, il se rend à Saint-Pétersbourg en 1725 pour proposer au gouvernement de l'Empire russe de lui confier la direction d'une expédition militaire. L'objectif est, d'une part, de soumettre les Tchouktches, qui refusent de payer le iassak au tsar, et, d'autre part, de faire de nouvelles découvertes géographiques au-delà de la Sibérie orientale et de prendre possession des îles déjà connues. Le 23 mars 1827, un oukase est publié qui précise en détail les objectifs de l'expédition et donne des instructions précises à Chestakov. Il reçoit 400 soldats de la garnison de Iakoutsk, commandés par le major Dmitri Pavloutski, et il est également autorisé à recruter des volontaires parmi les peuples cosaques et sibériens. Des instructeurs militaires sont censés former les troupes au fonctionnement des canons et des mortiers. Son équipe d'expédition comprend également un expert minier et le cartographe Mikhail Gvozdev.
En 1728, Chestakov envoie deux expéditions au nord depuis Iakoutsk, la première dirigée par Ivan Kozyrevsky (1680-1734) jusqu'à l'embouchure de la Léna et la seconde dirigée par Vassili Chipitsyne jusqu'à l'embouchure de la Kolyma. Il arrive lui-même à Okhotsk en 1729, construit deux navires et en reprend deux autres. Deux des navires doivent naviguer le long de la côte nord de la mer d'Okhotsk et contourner, la saison prochaine, la pointe sud du Kamtchatka jusqu'à l'embouchure de l'Anadyr, l'un via Bolcheretsk au sud du Kamtchatka jusqu'aux îles Kouriles et le quatrième aux îles Chantar au sud de la mer d'Okhotsk. Chestakov lui-même navigue sur le Vostochny Gavriil. Il débarque à Talak et marche vers l'ostrog de Taouïsk. Il commande la construction d'autres navires et part en 1730 avec une escouade de 143 hommes pour maîtriser les Koriaks rebelles. Il arrive sans problème à la rivière Egatsche, où il rencontre une force tchouktche. Il décide d'attaquer, mais est battu et mortellement blessé. Pavloutski mène de cruelles expéditions punitives contre les Tchouktches en 1731-1732, mais est incapable de les maîtriser. Gvozdev traverse le détroit de Béring en 1732 et est le premier Russe à débarquer en Alaska.

## Hommages
De nos jours, la rivière Egatsche s'appelle la Chestakovka. En outre, une baie et un cap de la baie de Taouï ainsi qu'une île du golfe de la Penjina portent son nom.